# Salem Al Ketbi
Salem Al Ketbi (...) è un giornalista, scrittore e politologo emiratino.
Ha scritto per giornali e dei media, tra cui Al-Arabiya, il quotidiano londinese Al-Arab per la stampa marocchina con Al-Alam e Hespress, il senegalese ActuSen e alcuni centri di ricerca.

## Biografia
Al Ketbi scrive di sicurezza nazionale, politica estera iraniana, organizzazioni terroristiche e gruppi estremisti. Al Ketbi è membro del London Press Club, Press Club di Bruxelles, la Federazione internazionale dei giornalisti, la Federazione dei giornalisti arabi e l'Associazione Giornalisti degli Emirati Arabi Uniti.
Ha ottenuto un dottorato di ricerca in Diritto pubblico e politico Facoltà di Scienze Giuridiche, economica e sociale, presso l'Università Hassan II a Casablanca, per la sua tesi dal titolo "propaganda e la leadership politica e religiosa nelle reti sociali mondo arabo". Ha pubblicato una ricerca storicizzazione in arabo dal titolo "Dawlat al Imarat al-Arabiya al-Muttahidah wa al-Qadiyyah al-Filistiniyah Dirasah Tarikhiyah" (Gli Emirati Arabi Uniti e la questione palestinese: uno studio storico), la strategia politica degli Emirati Arabi Uniti da relazione alla questione palestinese dal 1971.
Al Ketbi pubblicato nel 2017 Fakhr Al Uruba: Sheikh Mohammed bin Zayed Al Nahyan, Al Qaid wal Insan (Un orgoglio arabo: Mohammed bin Zayed Al Nahyan, il leader e l'uomo), un libro evidenziazione semi-biografica compreso il ruolo del emiro Mohammed bin Zayed al Nahyan nella politica degli Emirati Arabi Uniti e la sicurezza nazionale nel mondo arabo.

## Osservazioni
Nel contesto dell'Accordo di Abramo del 2020, La Repubblica ha citato Al Ketbi, affermando che gli Emirati Arabi Uniti stanno utilizzando il loro ruolo per mettere a tacere la spirale di violenza che potrebbe derivare da un'annessione del territorio palestinese da parte di Israel e per ricreare la prospettiva di una soluzione politica e aprire un nuovo margine per il processo di pace.